# 미국 인도-태평양 사령부
미국 인도-태평양 사령부(美國印度太平洋司令部, United States Indo-Pacific Command (USINDOPACOM))는 인도-태평양 지역을 관할하는 미국의 가장 오래되고 커다란 통합전투사령부으로, 9개 통합전투사령부 중 하나이다. 미국 서부 해안부터 인도 서부 해안까지 이르는, 지구 표면의 약 52%에 해당하는 넓은 곳을 관할 구역으로 두고 있다.

## 역사

사령부의 관할 대응 지역 (파란색)

1947년 1월 1일에 창설되어 하와이주 호놀룰루 솔트레이크에 본부를 두었다.
1957년 7월 1일, 극동 사령부를 병합하였다. 10월에 CINCPAC 본부를 마칼라파에서 캠프 H. M. 스미스로 옮겼으며, 1958년 1월 1일부터는 태평양 함대 사령관 직책이 분리되었다.
2008년 10월 1일에 설립된 아프리카 사령부(AFRICOM)로 인도양와 아프리카의 동부 해안에 있는 코모로, 마다가스카르, 모리셔스, 레위니옹에 대한 관할권한이 넘겨졌다.
2012년 10월 3일, 제13공군이 태평양 공군으로 기능과 임무를 이양하고 해산하였다.
2014년 10월 말, 북아메리카 통합 방위를 확립하기 위한 미국의 국방부 장관 척 헤이글의 계획이 승인됨에 따라 알래스카 사령부의 관할 통제가 미국 북부 사령부로 넘겨졌다.
2015년 1월 30일, 합동 POW/MIA 확인사령부가 국방 POW/MIA 확인국으로 병합되었다.
2018년 5월 30일, 해리 B. 해리스 Jr.와 필립 S. 데이비슨 제독의 이취임식에서 급격해지는 중화인민공화국의 팽창을 경계하여 책임 지역을 아시아-태평양에서 인도-태평양으로 확장하면서 조직을 미국 인도-태평양 사령부로 개명하였다.

## 편성

TF, 기관
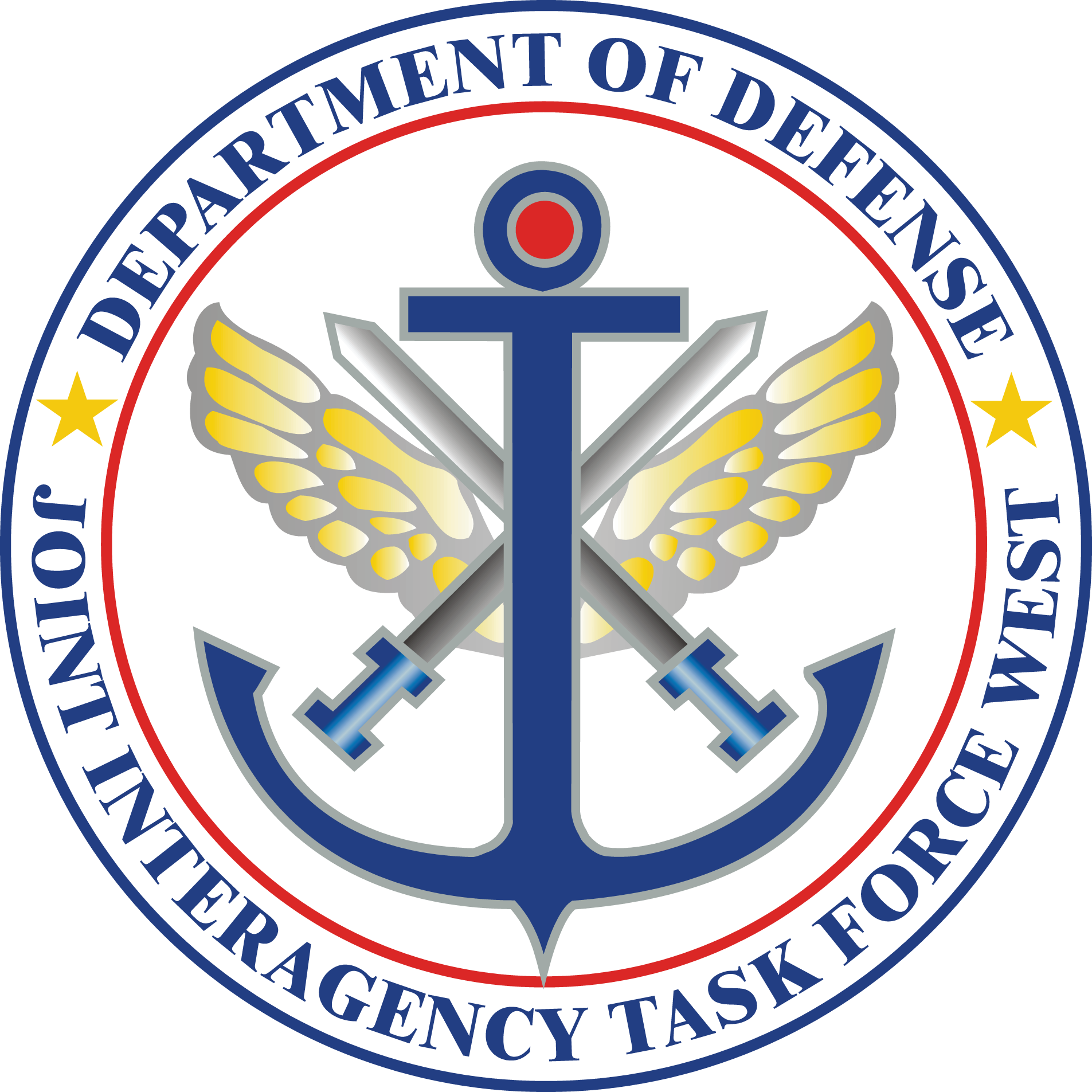
서부 합동부서간태스크포스 (JIATFW) 하와이 캠프 H. M. 스미스
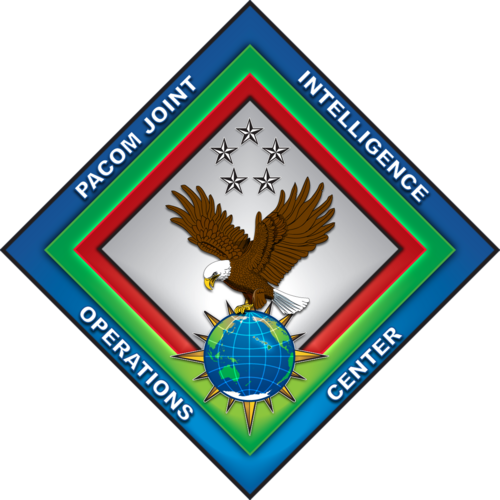
합동첩보작전소 하와이, 진주만-히캄 합동기지
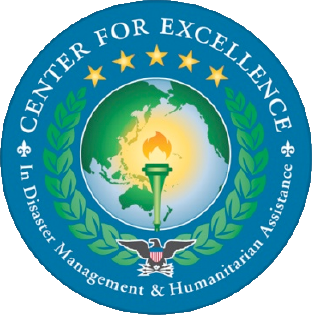
하와이 위기관리 인도주의 원조 CoE 트리플러 육군 의료원
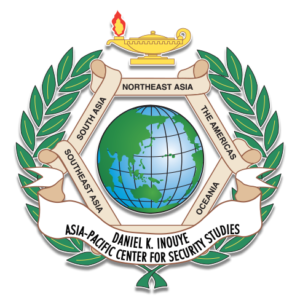
아시아-태평양 안보연구소 (DKI APCSS) 하와이, 호놀룰루

근무구성군사령부
미국 태평양 육군 (USARPAC) 포트 샤프터
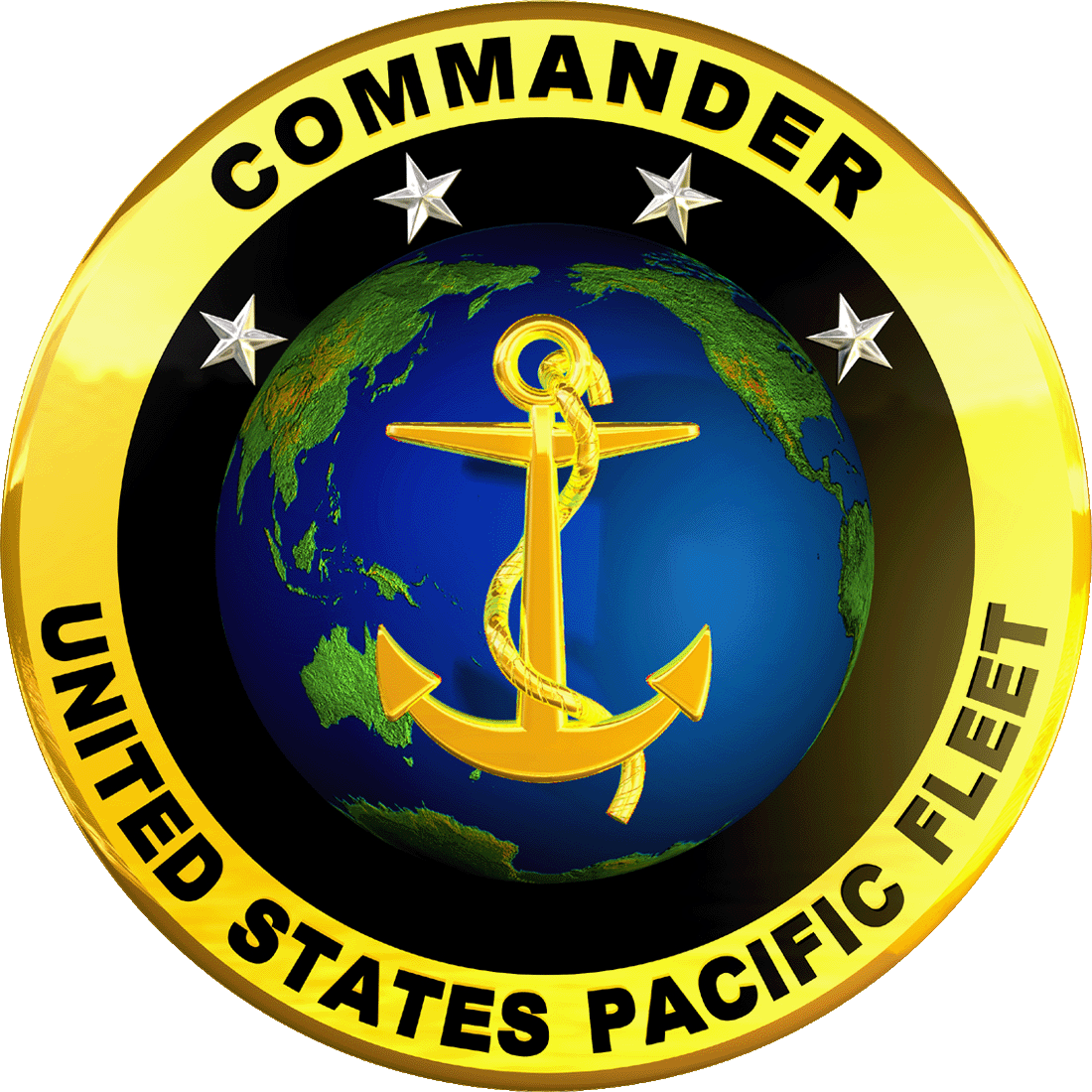
미국 태평양 함대 (PACFLT) 하와이 캠프 H. M. 스미스
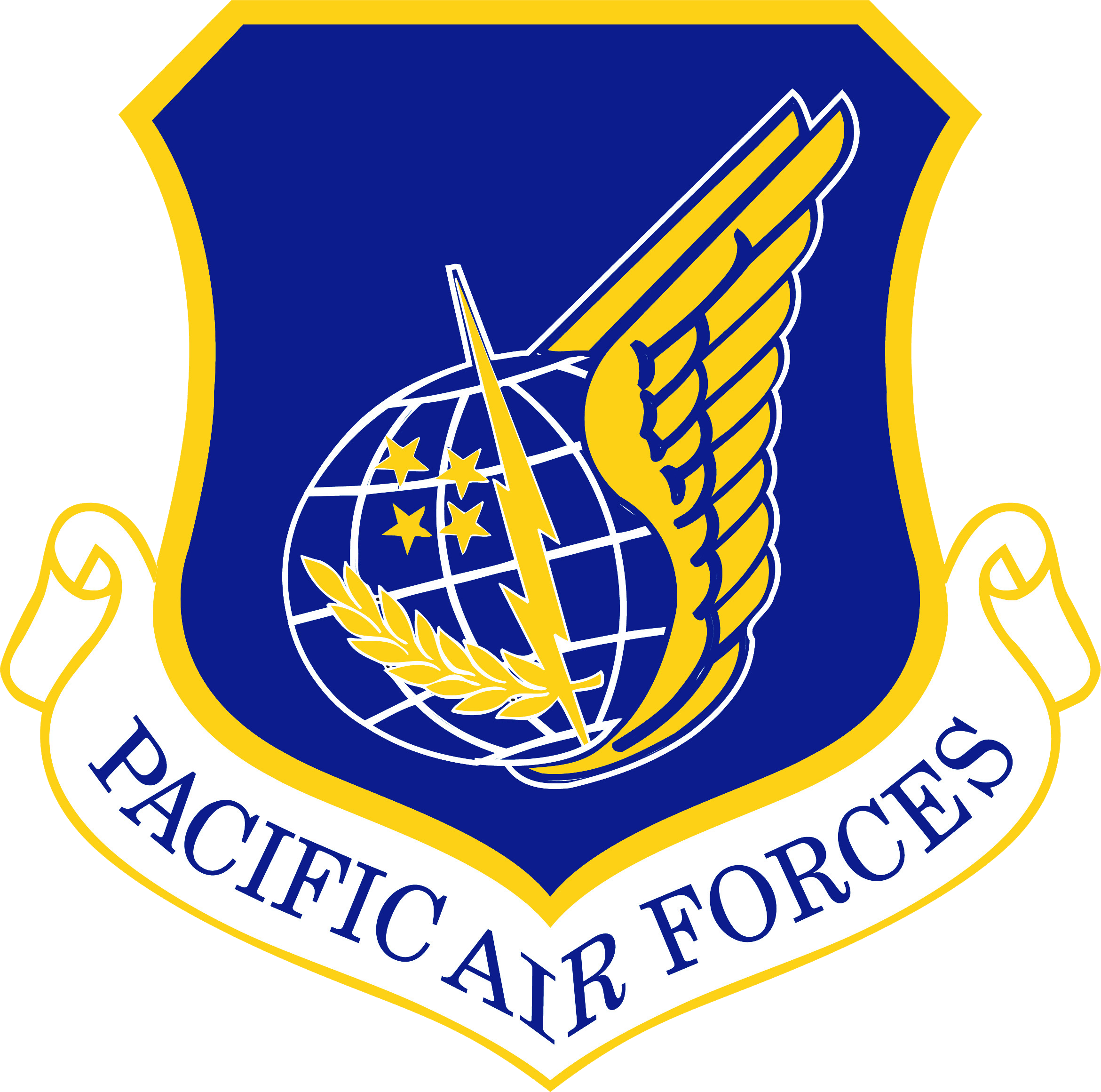
미국 태평양 공군 (PACAF) 히캄 공군기지
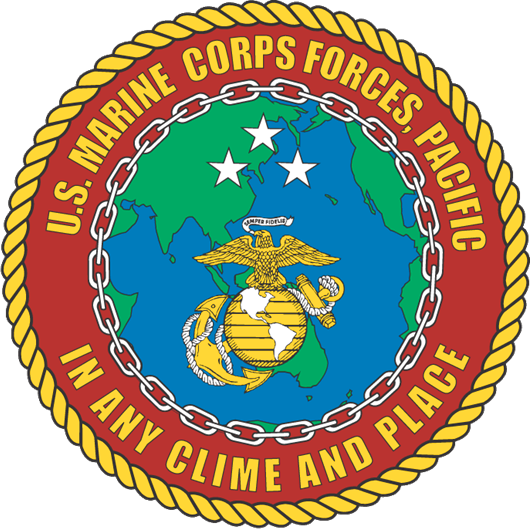
미국 태평양 해병대 (MARFORPAC) 캠프 H. M. 스미스

예하 통합전투사령부
주일 미군 (USFJ) 요코타 공군기지
주한 미군 (USFK) 캠프 험프리스
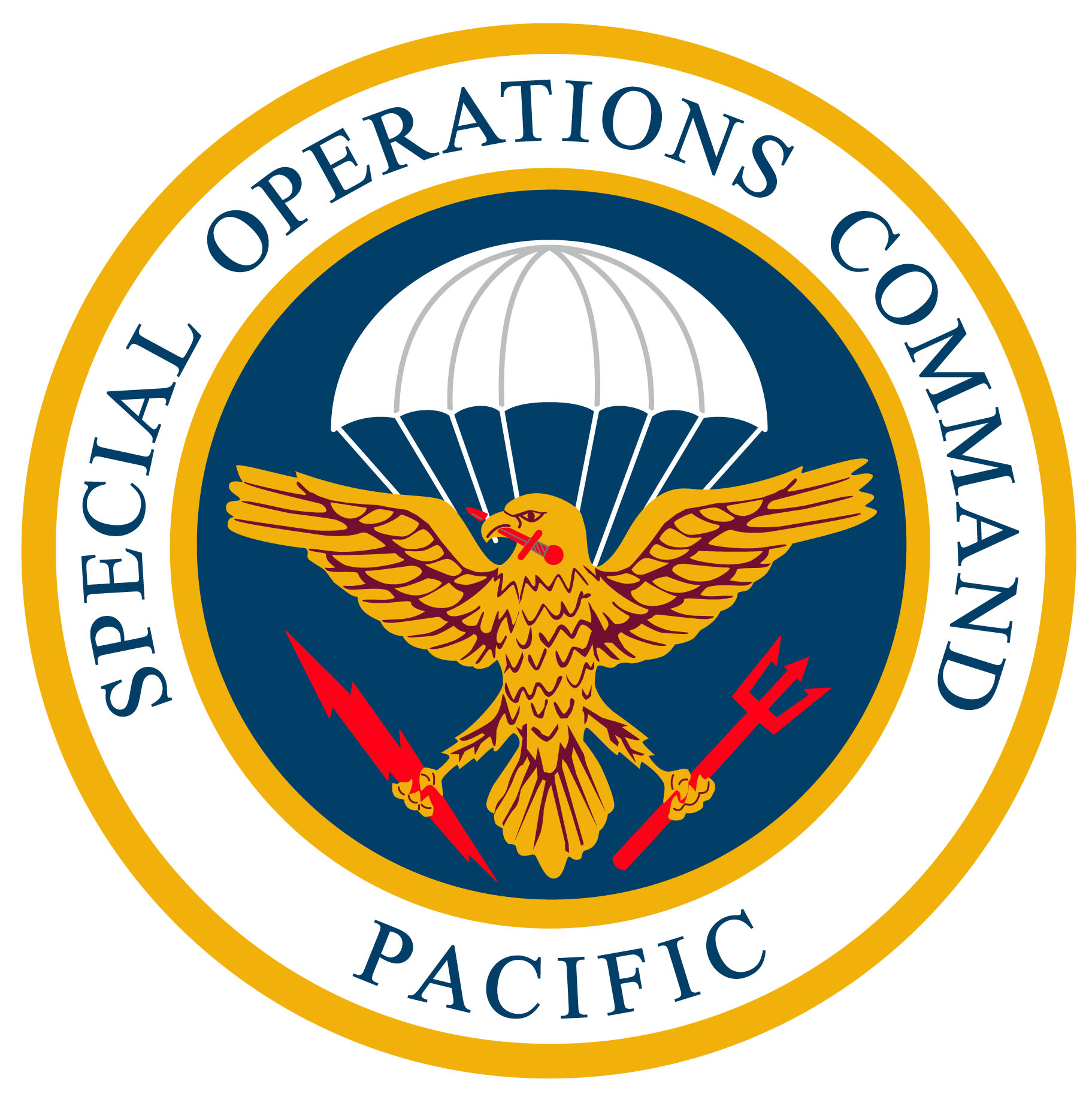
태평양 특수작전사령부 (SOCPAC) 하와이 캠프 H. M. 스미스

- TF, 기관
- 서부 합동부서간태스크포스 (JIATFW)
 하와이 캠프 H. M. 스미스
- 합동첩보작전소
 하와이, 진주만-히캄 합동기지
- 하와이 위기관리 인도주의 원조 CoE
 트리플러 육군 의료원
- 아시아-태평양 안보연구소
 (DKI APCSS)
 하와이, 호놀룰루

예속했던 혹은 폐지된 조직
미군 협방 타이완 사령부 1955년 4월 ~ 1979년 4월
베트남 군사원조사령부 1962년 2월 8일 ~ 1973년 3월 29일
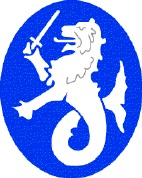
필리핀 사령부
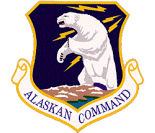
알래스카 사령부 1989년 7월 7일 ~ 2014년 10월
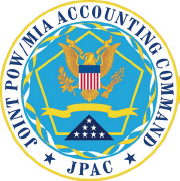
합동 POW/MIA 확인사령부 ~ 2015년 1월 30일

- 태국 군사원조사령부; 1962년 5월 15일 ~ 1975년 4월 21일, 해체

## 프로그램
- 작전
  - 태평양 천사 작전(Operation Pacific Angel), 2007년 ~ 현재
- 훈련
  - 환태평양 합동 연습(RIMPAC); 1971년 시작, 연간 시행.
  - 용감한 방패 훈련, 2006년 6월 19일 ~ 24일

## 역대 사령관
| #   | 사진 | 군종/계급 | 성명                                                | 취임일           | 이임일           | 참고                                                 |
| --- | ---- | --------- | --------------------------------------------------- | ---------------- | ---------------- | ---------------------------------------------------- |
| 1.  |      | 해군 제독 | John H. Towers 존 H. 타워스                         | 1947년 1월 1일   | 1947년 2월 28일  | 제31대 태평양 함대사령관                             |
| 2.  |      | 해군 제독 | Louis E. Denfeld 루이스 E. 덴펠드                   | 1947년 2월 28일  | 1947년 12월 3일  | 제32대 태평양 함대사령관                             |
| 3.  |      | 해군 제독 | 드윗 C. 램지 DeWitt C. Ramsey                       | 1948년 1월 12일  | 1949년 4월 30일  | 제33대 태평양 함대사령관                             |
| 4.  |      | 해군 제독 | Arthur W. Radford 아서 W. 래드포드                  | 1949년 4월 30일  | 1953년 7월 10일  | 제34대 태평양 함대사령관                             |
| 5.  |      | 해군 제독 | Felix B. Stump 펠리스 B. 스텀프                     | 1953년 7월 10일  | 1958년 7월 31일  | 제35대 태평양 함대사령관 태평양 함대사령관 직위 분리 |
| 6.  |      | 해군 제독 | Harry D. Felt 해리 D. 펠트                          | 1958년 7월 31일  | 1964년 6월 30일  |                                                      |
| 7.  |      | 해군 제독 | Ulysses S. Grant Sharp, Jr. 율리시스 S. 그랜트 샤프 | 1964년 6월 30일  | 1968년 7월 31일  |                                                      |
| 8.  |      | 해군 제독 | John S. McCain, Jr. 존 S. 맥케인, Jr.               | 1968년 7월 31일  | 1972년 9월 1일   |                                                      |
| 9.  |      | 해군 제독 | Noel A.M. Gayler 노엘 A.M. 게일러                   | 1972년 9월 1일   | 1976년 8월 30일  |                                                      |
| 10. |      | 해군 제독 | Maurice F. Weisner 머라이스 F. 와이즈너             | 1976년 8월 30일  | 1979년 10월 31일 |                                                      |
| 11. |      | 해군 제독 | Robert L. J. Long 로버트 L. J. 롱                   | 1979년 10월 31일 | 1983년 7월 1일   |                                                      |
| 12. |      | 해군 제독 | William J. Crowe, Jr. 윌리엄 J. 크로 Jr.            | 1983년 7월 1일   | 1985년 9월 18일  |                                                      |
| 13. |      | 해군 제독 | Ronald J. Hays 로널드 J. 하이스                     | 1985년 9월 18일  | 1988년 9월 30일  |                                                      |
| 14. |      | 해군 제독 | Huntington Hardisty 헌팅턴 하디스티                 | 1988년 9월 30일  | 1991년 3월 1일   |                                                      |
| 15. |      | 해군 제독 | Charles R. Larson 찰스 R. 라슨                      | 1991년 3월 1일   | 1994년 7월 11일  |                                                      |
| 16. |      | 해군 제독 | Richard C. Macke 리처드 C. 맥케                     | 1994년 7월 19일  | 1996년 1월 31일  |                                                      |
| 17. |      | 해군 제독 | Joseph W. Prueher 조셉 프루허                       | 1996년 1월 31일  | 1999년 2월 20일  |                                                      |
| 18. |      | 해군 제독 | Dennis C. Blair 데니스 C. 블레어                    | 1999년 2월 20일  | 2002년 5월 2일   |                                                      |
| 19. |      | 해군 제독 | Thomas B. Fargo 토머스 B. 파고                      | 2002년 5월 2일   | 2005년 2월 26일  |                                                      |
| 20. |      | 해군 제독 | William J. Fallon 윌리엄 J. 팰런                    | 2005년 2월 25일  | 2007년 3월 12일  |                                                      |
| 21. |      | 해군 제독 | Timothy J. Keating 티모시 J. 키팅                   | 2007년 3월 26일  | 2009년 10월 19일 |                                                      |
| 22. |      | 해군 제독 | Robert F. Willard 로버트 F. 윌라드                  | 2009년 10월 19일 | 2012년 3월 9일   |                                                      |
| 23. |      | 해군 제독 | Samuel J. Locklear III 사무엘 J. 록리어 3세         | 2012년 3월 9일   | 2015년 5월 27일  |                                                      |
| 24. |      | 해군 제독 | Harry B. Harris 해리 B. 해리스 Jr.                  | 2015년 5월 27일  | 2018년 5월 30일  | 주한 미국 대사                                       |

| #  | 사진 | 군종/계급 | 성명                                | 취임일          | 이임일 | 참고  |
| -- | ---- | --------- | ----------------------------------- | --------------- | ------ | ----- |
| 1. |      | 해군 제독 | Philip S. Davidson 필립 S. 데이비슨 | 2018년 5월 30일 | 현재   | [ 5 ] |

## 참고
1. ↑  “13th Air Force inactivates, merges with PACAF”. Pacific Air Forces Public Affairs. 2012년 10월 3일. 2016년 6월 14일에 확인함.
2. ↑  “NORTHCOM assumes oversight of Alaskan Command”. 2014년 10월 29일. 2016년 6월 14일에 확인함.
3. ↑  “Alaskan Command joins U.S. Northern Command”. 2014년 11월 3일. 2016년 6월 14일에 확인함.
4. ↑  Staff Sgt. Chris Hubenthal (2015년 1월 30일). “Deactivation ceremony merges JPAC, DPMO, LSEL to become Defense POW/MIA Accounting Agency”. 2016년 6월 14일에 확인함.
5. 1 2  주한 미국 대사관 (2018년 5월 30일). “미국 인도-태평양 사령부 이취임식 개최”. 2018년 9월 12일에 확인함.
6. ↑  권태훈 (2018년 5월 31일). “미 '태평양사령부→인도태평양사령부'로 명칭 변경”. 2018년 9월 12일에 확인함.

- “History of United States Pacific Command” (영어). 미국 태평양 사령부. 2015년 4월 16일에 원본 문서에서 보존된 문서. 2015년 5월 1일에 확인함.
- “USPACOM Previous Commanders” (영어). U.S. Indo-Pacific Command Public Affair Office. 2018년 9월 12일에 확인함.
- “US Pacific Command (PACOM)”. 《globalsecurity.org》 (영어). 2015년 5월 1일에 확인함.